# فهرست طرفین توافق پاریس

طرفین توافق پاریس

توافق‌نامه پاریس توافقی در چارچوب کنوانسیون تغییر آب و هوای سازمان ملل متحد (UNFCCC) است که با کاهش، انطباق و تأمین مالی گازهای گلخانه ای از سال ۲۰۲۰ آغاز می‌شود. هدف این توافق نامه در پاسخ به تهدید تغییرات اقلیمی جهانی با محدود کردن افزایش درجه حرارت جهانی در قرن جاری به حدی بسیار پایین‌تر از ۲ درجه سانتیگراد بالاتر از سطح قبل از سطوح دوره صنعتی و پیگیری تلاش برای محدود کردن افزایش دما حتی تا ۱٫۵ درجه سانتیگراد است.

## طرف‌ها و امضا کنندگان
| طرف یا امضا کننده      | درصد گاز گلخانه‌ای مورد تصویب | تاریخ امضا      | تاریخ تصویب مجلس               | زمان اجرای توافق |
| ---------------------- | ---------------------------- | --------------- | ------------------------------ | ---------------- |
| افغانستان              | ۰٫۰۵٪                        | ۲۲ آوریل ۲۰۱۶   | ۱۵ فوریه ۲۰۱۷                  | ۱۷ مارس ۲۰۱۷     |
| آلبانی                 | ۰٫۰۲٪                        | ۲۲ آوریل ۲۰۱۶   | ۲۱ سپتامبر ۲۰۱۶                | ۴ نوامبر ۲۰۱۶    |
| الجزایر                | ۰٫۳۰٪                        | ۲۲ آوریل ۲۰۱۶   | ۲۰ اکتبر ۲۰۱۶                  | ۱۹ نوامبر ۲۰۱۶   |
| آندورا                 | ۰٫۰۰٪                        | ۲۲ آوریل ۲۰۱۶   | ۲۴ مارس ۲۰۱۷                   | ۲۳ آوریل ۲۰۱۷    |
| آنگولا                 | ۰٫۱۷٪                        | ۲۲ آوریل ۲۰۱۶   |                                |                  |
| آنتیگوآ و باربودا      | ۰٫۰۰٪                        | ۲۲ آوریل ۲۰۱۶   | ۲۱ سپتامبر ۲۰۱۶                | ۴ نوامبر ۲۰۱۶    |
| آرژانتین               | ۰٫۸۹٪                        | ۲۲ آوریل ۲۰۱۶   | ۲۱ سپتامبر ۲۰۱۶                | ۴ نوامبر ۲۰۱۶    |
| ارمنستان               | ۰٫۰۲٪                        | ۲۰ سپتامبر ۲۰۱۶ | ۲۳ مارس ۲۰۱۷                   | ۲۲ آوریل ۲۰۱۷    |
| استرالیا               | ۱٫۴۶٪                        | ۲۲ آوریل ۲۰۱۶   | ۹ نوامبر ۲۰۱۶                  | ۹ دسامبر ۲۰۱۶    |
| اتریش                  | ۰٫۲۱٪                        | ۲۲ آوریل ۲۰۱۶   | ۵ اکتبر ۲۰۱۶                   | ۴ نوامبر ۲۰۱۶    |
| جمهوری آذربایجان       | ۰٫۱۳٪                        | ۲۲ آوریل ۲۰۱۶   | ۹ ژانویه ۲۰۱۷                  | ۸ فوریه ۲۰۱۷     |
| باهاما                 | ۰٫۰۰٪                        | ۲۲ آوریل ۲۰۱۶   | ۲۲ اوت ۲۰۱۶                    | ۴ نوامبر ۲۰۱۶    |
| بحرین                  | ۰٫۰۶٪                        | ۲۲ آوریل ۲۰۱۶   | ۲۳ دسامبر ۲۰۱۶                 | ۲۲ ژانویه ۲۰۱۷   |
| بنگلادش                | ۰٫۲۷٪                        | ۲۲ آوریل ۲۰۱۶   | ۲۱ سپتامبر ۲۰۱۶                | ۴ نوامبر ۲۰۱۶    |
| باربادوس               | ۰٫۰۱٪                        | ۲۲ آوریل ۲۰۱۶   | ۲۲ آوریل ۲۰۱۶                  | ۴ نوامبر ۲۰۱۶    |
| بلاروس                 | ۰٫۲۴٪                        | ۲۲ آوریل ۲۰۱۶   | ۲۱ سپتامبر ۲۰۱۶                | ۴ نوامبر ۲۰۱۶    |
| بلژیک                  | ۰٫۳۲٪                        | ۲۲ آوریل ۲۰۱۶   | ۶ آوریل ۲۰۱۷                   | ۶ مه ۲۰۱۷        |
| بلیز                   | ۰٫۰۰٪                        | ۲۲ آوریل ۲۰۱۶   | ۲۲ آوریل ۲۰۱۶                  | ۴ نوامبر ۲۰۱۶    |
| بنین                   | ۰٫۰۲٪                        | ۲۲ آوریل ۲۰۱۶   | ۳۱ اکتبر ۲۰۱۶                  | ۳۰ نوامبر ۲۰۱۶   |
| بوتان (کشور)           | ۰٫۰۰٪                        | ۲۲ آوریل ۲۰۱۶   |                                |                  |
| بولیوی                 | ۰٫۱۲٪                        | ۲۲ آوریل ۲۰۱۶   | ۵ اکتبر ۲۰۱۶                   | ۴ نوامبر ۲۰۱۶    |
| بوسنی و هرزگوین        | ۰٫۰۸٪                        | ۲۲ آوریل ۲۰۱۶   | ۱۶ مارس ۲۰۱۷                   | ۱۵ آوریل ۲۰۱۷    |
| بوتسوانا               | ۰٫۰۲٪                        | ۲۲ آوریل ۲۰۱۶   | ۱۱ نوامبر ۲۰۱۶                 | ۱۱ دسامبر ۲۰۱۶   |
| برزیل                  | ۲٫۴۸٪                        | ۲۲ آوریل ۲۰۱۶   | ۲۱ سپتامبر ۲۰۱۶                | ۴ نوامبر ۲۰۱۶    |
| برونئی                 | —                            | ۲۲ آوریل ۲۰۱۶   | ۲۱ سپتامبر ۲۰۱۶                | ۴ نوامبر ۲۰۱۶    |
| بلغارستان              | ۰٫۱۵٪                        | ۲۲ آوریل ۲۰۱۶   | ۲۹ نوامبر ۲۰۱۶                 | ۲۹ دسامبر ۲۰۱۶   |
| بورکینافاسو            | ۰٫۰۶٪                        | ۲۲ آوریل ۲۰۱۶   | ۱۱ نوامبر ۲۰۱۶                 | ۱۱ دسامبر ۲۰۱۶   |
| بوروندی                | ۰٫۰۷٪                        | ۲۲ آوریل ۲۰۱۶   |                                |                  |
| کامبوج                 | ۰٫۰۳٪                        | ۲۲ آوریل ۲۰۱۶   | ۶ فوریه ۲۰۱۷                   | ۸ مارس ۲۰۱۷      |
| کامرون                 | ۰٫۴۵٪                        | ۲۲ آوریل ۲۰۱۶   | ۲۹ ژوئیه ۲۰۱۶                  | ۴ نوامبر ۲۰۱۶    |
| کانادا                 | ۱٫۹۵٪                        | ۲۲ آوریل ۲۰۱۶   | ۵ اکتبر ۲۰۱۶                   | ۴ نوامبر ۲۰۱۶    |
| کیپ ورد                | ۰٫۰۰٪                        | ۲۲ آوریل ۲۰۱۶   |                                |                  |
| جمهوری آفریقای مرکزی   | ۰٫۰۱٪                        | ۲۲ آوریل ۲۰۱۶   | ۱۱ اکتبر ۲۰۱۶                  | ۱۰ نوامبر ۲۰۱۶   |
| چاد                    | ۰٫۰۶٪                        | ۲۲ آوریل ۲۰۱۶   | ۱۲ ژانویه ۲۰۱۷                 | ۱۱ فوریه ۲۰۱۷    |
| شیلی                   | ۰٫۲۵٪                        | ۲۰ سپتامبر ۲۰۱۶ | ۱۰ فوریه ۲۰۱۷                  | ۱۲ مارس ۲۰۱۷     |
| چین                    | ۲۰٫۰۹٪                       | ۲۲ آوریل ۲۰۱۶   | ۳ سپتامبر ۲۰۱۶                 | ۴ نوامبر ۲۰۱۶    |
| کلمبیا                 | ۰٫۴۱٪                        | ۲۲ آوریل ۲۰۱۶   |                                |                  |
| کومور                  | ۰٫۰۰٪                        | ۲۲ آوریل ۲۰۱۶   | ۲۳ نوامبر ۲۰۱۶                 | ۲۳ دسامبر ۲۰۱۶   |
| جمهوری دموکراتیک کنگو  | ۰٫۰۶٪                        | ۲۲ آوریل ۲۰۱۶   |                                |                  |
| جمهوری کنگو            | ۰٫۰۱٪                        | ۲۲ آوریل ۲۰۱۶   | ۲۱ آوریل ۲۰۱۷                  | ۲۱ مه ۲۰۱۷       |
| جزایر کوک              | ۰٫۰۰٪                        | ۲۴ ژوئن ۲۰۱۶    | ۱ سپتامبر ۲۰۱۶                 | ۴ نوامبر ۲۰۱۶    |
| کاستاریکا              | ۰٫۰۳٪                        | ۲۲ آوریل ۲۰۱۶   | ۱۳ اکتبر ۲۰۱۶                  | ۱۲ نوامبر ۲۰۱۶   |
| ساحل عاج               | ۰٫۷۳٪                        | ۲۲ آوریل ۲۰۱۶   | ۲۵ اکتبر ۲۰۱۶                  | ۲۴ نوامبر ۲۰۱۶   |
| کرواسی                 | ۰٫۰۷٪                        | ۲۲ آوریل ۲۰۱۶   | ۲۴ مه ۲۰۱۷                     | ۲۳ ژوئن ۲۰۱۷     |
| کوبا                   | ۰٫۱۰٪                        | ۲۲ آوریل ۲۰۱۶   | ۲۸ دسامبر ۲۰۱۶                 | ۲۷ ژانویه ۲۰۱۷   |
| قبرس                   | ۰٫۰۲٪                        | ۲۲ آوریل ۲۰۱۶   | ۴ ژانویه ۲۰۱۷                  | ۳ فوریه ۲۰۱۷     |
| جمهوری چک              | ۰٫۳۴٪                        | ۲۲ آوریل ۲۰۱۶   |                                |                  |
| دانمارک                | ۰٫۱۵٪                        | ۲۲ آوریل ۲۰۱۶   | ۱ نوامبر ۲۰۱۶                  | ۱ دسامبر ۲۰۱۶    |
| جیبوتی                 | ۰٫۰۰٪                        | ۲۲ آوریل ۲۰۱۶   | ۱۱ نوامبر ۲۰۱۶                 | ۱۱ دسامبر ۲۰۱۶   |
| دومینیکا               | ۰٫۰۰٪                        | ۲۲ آوریل ۲۰۱۶   | ۲۱ سپتامبر ۲۰۱۶                | ۴ نوامبر ۲۰۱۶    |
| جمهوری دومینیکن        | ۰٫۰۷٪                        | ۲۲ آوریل ۲۰۱۶   |                                |                  |
| تیمور شرقی             | ۰٫۰۰٪                        | ۲۲ آوریل ۲۰۱۶   |                                |                  |
| اکوادور                | ۰٫۶۷٪                        | ۲۶ ژوئیه ۲۰۱۶   |                                |                  |
| مصر                    | ۰٫۵۲٪                        | ۲۲ آوریل ۲۰۱۶   |                                |                  |
| السالوادور             | ۰٫۰۳٪                        | ۲۲ آوریل ۲۰۱۶   | ۲۷ مارس ۲۰۱۷                   | ۲۶ آوریل ۲۰۱۷    |
| گینه استوایی           | —                            | ۲۲ آوریل ۲۰۱۶   |                                |                  |
| اریتره                 | ۰٫۰۱٪                        | ۲۲ آوریل ۲۰۱۶   |                                |                  |
| استونی                 | ۰٫۰۶٪                        | ۲۲ آوریل ۲۰۱۶   | ۴ نوامبر ۲۰۱۶                  | ۴ دسامبر ۲۰۱۶    |
| اتیوپی                 | ۰٫۱۳٪                        | ۲۲ آوریل ۲۰۱۶   | ۹ مارس ۲۰۱۷                    | ۸ آوریل ۲۰۱۷     |
| اتحادیه اروپا          | —                            | ۲۲ آوریل ۲۰۱۶   | ۵ اکتبر ۲۰۱۶                   | ۴ نوامبر ۲۰۱۶    |
| فیجی                   | ۰٫۰۱٪                        | ۲۲ آوریل ۲۰۱۶   | ۲۲ آوریل ۲۰۱۶                  | ۴ نوامبر ۲۰۱۶    |
| فنلاند                 | ۰٫۱۷٪                        | ۲۲ آوریل ۲۰۱۶   | ۱۴ نوامبر ۲۰۱۶                 | ۱۴ دسامبر ۲۰۱۶   |
| فرانسه                 | ۱٫۳۴٪                        | ۲۲ آوریل ۲۰۱۶   | ۵ اکتبر ۲۰۱۶                   | ۴ نوامبر ۲۰۱۶    |
| گابن                   | ۰٫۰۲٪                        | ۲۲ آوریل ۲۰۱۶   | ۲ نوامبر ۲۰۱۶                  | ۲ دسامبر ۲۰۱۶    |
| گامبیا                 | ۰٫۰۵٪                        | ۲۶ آوریل ۲۰۱۶   | ۷ نوامبر ۲۰۱۶                  | ۷ دسامبر ۲۰۱۶    |
| گرجستان                | ۰٫۰۳٪                        | ۲۲ آوریل ۲۰۱۶   | ۸ مه ۲۰۱۷                      | ۷ ژوئن ۲۰۱۷      |
| آلمان                  | ۲٫۵۶٪                        | ۲۲ آوریل ۲۰۱۶   | ۵ اکتبر ۲۰۱۶                   | ۴ نوامبر ۲۰۱۶    |
| غنا                    | ۰٫۰۹٪                        | ۲۲ آوریل ۲۰۱۶   | ۲۱ سپتامبر ۲۰۱۶                | ۴ نوامبر ۲۰۱۶    |
| یونان                  | ۰٫۲۸٪                        | ۲۲ آوریل ۲۰۱۶   | ۱۴ اکتبر ۲۰۱۶                  | ۱۳ نوامبر ۲۰۱۶   |
| گرنادا                 | ۰٫۰۰٪                        | ۲۲ آوریل ۲۰۱۶   | ۲۲ آوریل ۲۰۱۶                  | ۴ نوامبر ۲۰۱۶    |
| گواتمالا               | ۰٫۰۴٪                        | ۲۲ آوریل ۲۰۱۶   | ۲۵ ژانویه ۲۰۱۷                 | ۲۴ فوریه ۲۰۱۷    |
| گینه                   | ۰٫۰۱٪                        | ۲۲ آوریل ۲۰۱۶   | ۲۱ سپتامبر ۲۰۱۶                | ۴ نوامبر ۲۰۱۶    |
| گینه بیسائو            | ۰٫۰۲٪                        | ۲۲ آوریل ۲۰۱۶   |                                |                  |
| گویان                  | ۰٫۰۱٪                        | ۲۲ آوریل ۲۰۱۶   | ۲۰ مه ۲۰۱۶                     | ۴ نوامبر ۲۰۱۶    |
| هائیتی                 | ۰٫۰۲٪                        | ۲۲ آوریل ۲۰۱۶   |                                |                  |
| هندوراس                | ۰٫۰۳٪                        | ۲۲ آوریل ۲۰۱۶   | ۲۱ سپتامبر ۲۰۱۶                | ۴ نوامبر ۲۰۱۶    |
| مجارستان               | ۰٫۱۵٪                        | ۲۲ آوریل ۲۰۱۶   | ۵ اکتبر ۲۰۱۶                   | ۴ نوامبر ۲۰۱۶    |
| ایسلند                 | ۰٫۰۱٪                        | ۲۲ آوریل ۲۰۱۶   | ۲۱ سپتامبر ۲۰۱۶                | ۴ نوامبر ۲۰۱۶    |
| هند                    | ۴٫۱۰٪                        | ۲۲ آوریل ۲۰۱۶   | ۲ اکتبر ۲۰۱۶                   | ۴ نوامبر ۲۰۱۶    |
| اندونزی                | ۱٫۴۹٪                        | ۲۲ آوریل ۲۰۱۶   | ۳۱ اکتبر ۲۰۱۶                  | ۳۰ نوامبر ۲۰۱۶   |
| ایران                  | ۱٫۳۰٪                        | ۲۲ آوریل ۲۰۱۶   |                                |                  |
| عراق                   | ۰٫۲۰٪                        | ۸ دسامبر ۲۰۱۶   |                                |                  |
| جمهوری ایرلند          | ۰٫۱۶٪                        | ۲۲ آوریل ۲۰۱۶   | ۴ نوامبر ۲۰۱۶                  | ۴ دسامبر ۲۰۱۶    |
| اسرائیل                | ۰٫۲۰٪                        | ۲۲ آوریل ۲۰۱۶   | ۲۲ نوامبر ۲۰۱۶                 | ۲۲ دسامبر ۲۰۱۶   |
| ایتالیا                | ۱٫۱۸٪                        | ۲۲ آوریل ۲۰۱۶   | ۱۱ نوامبر ۲۰۱۶                 | ۱۱ دسامبر ۲۰۱۶   |
| جامائیکا               | ۰٫۰۴٪                        | ۲۲ آوریل ۲۰۱۶   | ۱۰ آوریل ۲۰۱۷                  | ۱۰ مه ۲۰۱۷       |
| ژاپن                   | ۳٫۷۹٪                        | ۲۲ آوریل ۲۰۱۶   | ۸ نوامبر ۲۰۱۶                  | ۸ دسامبر ۲۰۱۶    |
| اردن                   | ۰٫۰۷٪                        | ۲۲ آوریل ۲۰۱۶   | ۴ نوامبر ۲۰۱۶                  | ۴ دسامبر ۲۰۱۶    |
| قزاقستان               | ۰٫۸۴٪                        | ۲ اوت ۲۰۱۶      | ۶ دسامبر ۲۰۱۶                  | ۵ ژانویه ۲۰۱۷    |
| کنیا                   | ۰٫۰۶٪                        | ۲۲ آوریل ۲۰۱۶   | ۲۸ دسامبر ۲۰۱۶                 | ۲۷ ژانویه ۲۰۱۷   |
| کیریباتی               | ۰٫۰۰٪                        | ۲۲ آوریل ۲۰۱۶   | ۲۱ سپتامبر ۲۰۱۶                | ۴ نوامبر ۲۰۱۶    |
| کره شمالی              | ۰٫۲۳٪                        | ۲۲ آوریل ۲۰۱۶   | ۱ اوت ۲۰۱۶                     | ۴ نوامبر ۲۰۱۶    |
| کره جنوبی              | ۱٫۸۵٪                        | ۲۲ آوریل ۲۰۱۶   | ۳ نوامبر ۲۰۱۶                  | ۳ دسامبر ۲۰۱۶    |
| کویت                   | ۰٫۰۹٪                        | ۲۲ آوریل ۲۰۱۶   |                                |                  |
| قرقیزستان              | ۰٫۰۳٪                        | ۲۱ سپتامبر ۲۰۱۶ |                                |                  |
| لائوس                  | ۰٫۰۲٪                        | ۲۲ آوریل ۲۰۱۶   | ۷ سپتامبر ۲۰۱۶                 | ۴ نوامبر ۲۰۱۶    |
| لتونی                  | ۰٫۰۳٪                        | ۲۲ آوریل ۲۰۱۶   | ۱۶ مارس ۲۰۱۷                   | ۱۵ آوریل ۲۰۱۷    |
| لبنان                  | ۰٫۰۷٪                        | ۲۲ آوریل ۲۰۱۶   |                                |                  |
| لسوتو                  | ۰٫۰۱٪                        | ۲۲ آوریل ۲۰۱۶   | ۲۰ ژانویه ۲۰۱۷                 | ۱۹ فوریه ۲۰۱۷    |
| لیبریا                 | ۰٫۰۲٪                        | ۲۲ آوریل ۲۰۱۶   |                                |                  |
| لیبی                   | —                            | ۲۲ آوریل ۲۰۱۶   |                                |                  |
| لیختن‌اشتاین            | ۰٫۰۰٪                        | ۲۲ آوریل ۲۰۱۶   |                                |                  |
| لیتوانی                | ۰٫۰۵٪                        | ۲۲ آوریل ۲۰۱۶   | ۲ فوریه ۲۰۱۷                   | ۴ مارس ۲۰۱۷      |
| لوکزامبورگ             | ۰٫۰۳٪                        | ۲۲ آوریل ۲۰۱۶   | ۴ نوامبر ۲۰۱۶                  | ۴ دسامبر ۲۰۱۶    |
| مقدونیه شمالی          | ۰٫۰۳٪                        | ۲۲ آوریل ۲۰۱۶   |                                |                  |
| ماداگاسکار             | ۰٫۰۸٪                        | ۲۲ آوریل ۲۰۱۶   | ۲۱ سپتامبر ۲۰۱۶                | ۴ نوامبر ۲۰۱۶    |
| مالاوی                 | ۰٫۰۷٪                        | ۲۰ سپتامبر ۲۰۱۶ |                                |                  |
| مالزی                  | ۰٫۵۲٪                        | ۲۲ آوریل ۲۰۱۶   | ۱۶ نوامبر ۲۰۱۶                 | ۱۶ دسامبر ۲۰۱۶   |
| مالدیو                 | ۰٫۰۰٪                        | ۲۲ آوریل ۲۰۱۶   | ۲۲ آوریل ۲۰۱۶                  | ۴ نوامبر ۲۰۱۶    |
| مالی                   | ۰٫۰۳٪                        | ۲۲ آوریل ۲۰۱۶   | ۲۳ سپتامبر ۲۰۱۶                | ۴ نوامبر ۲۰۱۶    |
| مالت                   | ۰٫۰۱٪                        | ۲۲ آوریل ۲۰۱۶   | ۵ اکتبر ۲۰۱۶                   | ۴ نوامبر ۲۰۱۶    |
| جزایر مارشال           | ۰٫۰۰٪                        | ۲۲ آوریل ۲۰۱۶   | ۲۲ آوریل ۲۰۱۶                  | ۴ نوامبر ۲۰۱۶    |
| موریتانی               | ۰٫۰۲٪                        | ۲۲ آوریل ۲۰۱۶   | ۲۷ فوریه ۲۰۱۷                  | ۲۹ مارس ۲۰۱۷     |
| موریس                  | ۰٫۰۱٪                        | ۲۲ آوریل ۲۰۱۶   | ۲۲ آوریل ۲۰۱۶                  | ۴ نوامبر ۲۰۱۶    |
| مکزیک                  | ۱٫۷۰٪                        | ۲۲ آوریل ۲۰۱۶   | ۲۱ سپتامبر ۲۰۱۶                | ۴ نوامبر ۲۰۱۶    |
| ایالات فدرال میکرونزی  | ۰٫۰۰٪                        | ۲۲ آوریل ۲۰۱۶   | ۱۵ سپتامبر ۲۰۱۶                | ۴ نوامبر ۲۰۱۶    |
| مولداوی                | ۰٫۰۴٪                        | ۲۱ سپتامبر ۲۰۱۶ |                                |                  |
| موناکو                 | ۰٫۰۰٪                        | ۲۲ آوریل ۲۰۱۶   | ۲۴ اکتبر ۲۰۱۶                  | ۲۳ نوامبر ۲۰۱۶   |
| مغولستان               | ۰٫۰۵٪                        | ۲۲ آوریل ۲۰۱۶   | ۲۱ سپتامبر ۲۰۱۶                | ۴ نوامبر ۲۰۱۶    |
| مونته‌نگرو              | ۰٫۰۱٪                        | ۲۲ آوریل ۲۰۱۶   |                                |                  |
| مراکش                  | ۰٫۱۶٪                        | ۲۲ آوریل ۲۰۱۶   | ۲۱ سپتامبر ۲۰۱۶                | ۴ نوامبر ۲۰۱۶    |
| موزامبیک               | ۰٫۰۲٪                        | ۲۲ آوریل ۲۰۱۶   |                                |                  |
| میانمار                | ۰٫۱۰٪                        | ۲۲ آوریل ۲۰۱۶   |                                |                  |
| نامیبیا                | ۰٫۰۱٪                        | ۲۲ آوریل ۲۰۱۶   | ۲۱ سپتامبر ۲۰۱۶                | ۴ نوامبر ۲۰۱۶    |
| نائورو                 | ۰٫۰۰٪                        | ۲۲ آوریل ۲۰۱۶   | ۲۲ آوریل ۲۰۱۶                  | ۴ نوامبر ۲۰۱۶    |
| نپال                   | ۰٫۰۷٪                        | ۲۲ آوریل ۲۰۱۶   | ۵ اکتبر ۲۰۱۶                   | ۴ نوامبر ۲۰۱۶    |
| پادشاهی هلند           | ۰٫۵۳٪                        | ۲۲ آوریل ۲۰۱۶   |                                |                  |
| نیوزیلند               | ۰٫۲۲٪                        | ۲۲ آوریل ۲۰۱۶   | ۴ اکتبر ۲۰۱۶                   | ۴ نوامبر ۲۰۱۶    |
| نیجر                   | ۰٫۰۴٪                        | ۲۲ آوریل ۲۰۱۶   | ۲۱ سپتامبر ۲۰۱۶                | ۴ نوامبر ۲۰۱۶    |
| نیجریه                 | ۰٫۵۷٪                        | ۲۲ سپتامبر ۲۰۱۶ | ۱۶ مه ۲۰۱۷                     | ۱۵ ژوئن ۲۰۱۷     |
| نیووی                  | ۰٫۰۱٪                        | ۲۸ اکتبر ۲۰۱۶   | ۲۸ اکتبر ۲۰۱۶                  | ۲۷ نوامبر ۲۰۱۶   |
| نروژ                   | ۰٫۱۴٪                        | ۲۲ آوریل ۲۰۱۶   | ۲۰ ژوئن ۲۰۱۶                   | ۴ نوامبر ۲۰۱۶    |
| عمان                   | ۰٫۰۶٪                        | ۲۲ آوریل ۲۰۱۶   |                                |                  |
| پاکستان                | ۰٫۴۳٪                        | ۲۲ آوریل ۲۰۱۶   | ۱۰ نوامبر ۲۰۱۶                 | ۱۰ دسامبر ۲۰۱۶   |
| پالائو                 | ۰٫۰۰٪                        | ۲۲ آوریل ۲۰۱۶   | ۲۲ آوریل ۲۰۱۶                  | ۴ نوامبر ۲۰۱۶    |
| فلسطین                 | —                            | ۲۲ آوریل ۲۰۱۶   | ۲۲ آوریل ۲۰۱۶                  | ۴ نوامبر ۲۰۱۶    |
| پاناما                 | ۰٫۰۳٪                        | ۲۲ آوریل ۲۰۱۶   | ۲۱ سپتامبر ۲۰۱۶                | ۴ نوامبر ۲۰۱۶    |
| پاپوآ گینه نو          | ۰٫۰۱٪                        | ۲۲ آوریل ۲۰۱۶   | ۲۱ سپتامبر ۲۰۱۶                | ۴ نوامبر ۲۰۱۶    |
| پاراگوئه               | ۰٫۰۶٪                        | ۲۲ آوریل ۲۰۱۶   | ۱۴ اکتبر ۲۰۱۶                  | ۱۳ نوامبر ۲۰۱۶   |
| پرو                    | ۰٫۲۲٪                        | ۲۲ آوریل ۲۰۱۶   | ۲۵ ژوئیه ۲۰۱۶                  | ۴ نوامبر ۲۰۱۶    |
| فیلیپین                | ۰٫۳۴٪                        | ۲۲ آوریل ۲۰۱۶   | ۲۳ مارس ۲۰۱۷                   | ۲۲ آوریل ۲۰۱۷    |
| لهستان                 | ۱٫۰۶٪                        | ۲۲ آوریل ۲۰۱۶   | ۷ اکتبر ۲۰۱۶                   | ۶ نوامبر ۲۰۱۶    |
| پرتغال                 | ۰٫۱۸٪                        | ۲۲ آوریل ۲۰۱۶   | ۵ اکتبر ۲۰۱۶                   | ۴ نوامبر ۲۰۱۶    |
| قطر                    | ۰٫۱۷٪                        | ۲۲ آوریل ۲۰۱۶   |                                |                  |
| رومانی                 | ۰٫۳۰٪                        | ۲۲ آوریل ۲۰۱۶   |                                |                  |
| روسیه                  | ۷٫۵۳٪                        | ۲۲ آوریل ۲۰۱۶   |                                |                  |
| رواندا                 | ۰٫۰۲٪                        | ۲۲ آوریل ۲۰۱۶   | ۶ اکتبر ۲۰۱۶                   | ۵ نوامبر ۲۰۱۶    |
| سنت کیتس و نویس        | ۰٫۰۰٪                        | ۲۲ آوریل ۲۰۱۶   | ۲۲ آوریل ۲۰۱۶                  | ۴ نوامبر ۲۰۱۶    |
| سنت لوسیا              | ۰٫۰۰٪                        | ۲۲ آوریل ۲۰۱۶   | ۲۲ آوریل ۲۰۱۶                  | ۴ نوامبر ۲۰۱۶    |
| سنت وینسنت و گرنادین‌ها | ۰٫۰۰٪                        | ۲۲ آوریل ۲۰۱۶   | ۲۹ ژوئن ۲۰۱۶                   | ۴ نوامبر ۲۰۱۶    |
| ساموآ                  | ۰٫۰۰٪                        | ۲۲ آوریل ۲۰۱۶   | ۲۲ آوریل ۲۰۱۶                  | ۴ نوامبر ۲۰۱۶    |
| سان مارینو             | ۰٫۰۰٪                        | ۲۲ آوریل ۲۰۱۶   |                                |                  |
| سائوتومه و پرنسیپ      | ۰٫۰۰٪                        | ۲۲ آوریل ۲۰۱۶   | ۲ نوامبر ۲۰۱۶                  | ۲ دسامبر ۲۰۱۶    |
| عربستان سعودی          | ۰٫۸۰٪                        | ۳ نوامبر ۲۰۱۶   | ۳ نوامبر ۲۰۱۶                  | ۳ دسامبر ۲۰۱۶    |
| سنگال                  | ۰٫۰۵٪                        | ۲۲ آوریل ۲۰۱۶   | ۲۱ سپتامبر ۲۰۱۶                | ۴ نوامبر ۲۰۱۶    |
| صربستان                | ۰٫۱۸٪                        | ۲۲ آوریل ۲۰۱۶   |                                |                  |
| سیشل                   | ۰٫۰۰٪                        | ۲۵ آوریل ۲۰۱۶   | ۲۹ آوریل ۲۰۱۶                  | ۴ نوامبر ۲۰۱۶    |
| سیرالئون               | ۰٫۹۸٪†                       | ۲۲ سپتامبر ۲۰۱۶ | ۱ نوامبر ۲۰۱۶                  | ۱ دسامبر ۲۰۱۶    |
| سنگاپور                | ۰٫۱۳٪                        | ۲۲ آوریل ۲۰۱۶   | ۲۱ سپتامبر ۲۰۱۶                | ۴ نوامبر ۲۰۱۶    |
| اسلواکی                | ۰٫۱۲٪                        | ۲۲ آوریل ۲۰۱۶   | ۵ اکتبر ۲۰۱۶                   | ۴ نوامبر ۲۰۱۶    |
| اسلوونی                | ۰٫۰۵٪                        | ۲۲ آوریل ۲۰۱۶   | ۱۶ دسامبر ۲۰۱۶                 | ۱۵ ژانویه ۲۰۱۷   |
| جزایر سلیمان           | ۰٫۰۰٪                        | ۲۲ آوریل ۲۰۱۶   | ۲۱ سپتامبر ۲۰۱۶                | ۴ نوامبر ۲۰۱۶    |
| سومالی                 | —                            | ۲۲ آوریل ۲۰۱۶   | ۲۲ آوریل ۲۰۱۶                  | ۴ نوامبر ۲۰۱۶    |
| آفریقای جنوبی          | ۱٫۴۶٪                        | ۲۲ آوریل ۲۰۱۶   | ۱ نوامبر ۲۰۱۶                  | ۱ دسامبر ۲۰۱۶    |
| سودان جنوبی            | —                            | ۲۲ آوریل ۲۰۱۶   |                                |                  |
| اسپانیا                | ۰٫۸۷٪                        | ۲۲ آوریل ۲۰۱۶   | ۱۲ ژانویه ۲۰۱۷                 | ۱۱ فوریه ۲۰۱۷    |
| سری‌لانکا               | ۰٫۰۵٪                        | ۲۲ آوریل ۲۰۱۶   | ۲۱ سپتامبر ۲۰۱۶                | ۴ نوامبر ۲۰۱۶    |
| سودان                  | ۰٫۱۸٪                        | ۲۲ آوریل ۲۰۱۶   |                                |                  |
| سورینام                | ۰٫۰۱٪                        | ۲۲ آوریل ۲۰۱۶   |                                |                  |
| اسواتینی               | ۰٫۰۵٪                        | ۲۲ آوریل ۲۰۱۶   | ۲۱ سپتامبر ۲۰۱۶                | ۴ نوامبر ۲۰۱۶    |
| سوئد                   | ۰٫۱۵٪                        | ۲۲ آوریل ۲۰۱۶   | ۱۳ اکتبر ۲۰۱۶                  | ۱۲ نوامبر ۲۰۱۶   |
| سوئیس                  | ۰٫۱۴٪                        | ۲۲ آوریل ۲۰۱۶   |                                |                  |
| تاجیکستان              | ۰٫۰۲٪                        | ۲۲ آوریل ۲۰۱۶   | ۲۲ مارس ۲۰۱۷                   | ۲۱ آوریل ۲۰۱۷    |
| تانزانیا               | ۰٫۱۱٪                        | ۲۲ آوریل ۲۰۱۶   |                                |                  |
| تایلند                 | ۰٫۶۴٪                        | ۲۲ آوریل ۲۰۱۶   | ۲۱ سپتامبر ۲۰۱۶                | ۴ نوامبر ۲۰۱۶    |
| توگو                   | ۰٫۰۲٪                        | ۱۹ سپتامبر ۲۰۱۶ |                                |                  |
| تونگا                  | ۰٫۰۰٪                        | ۲۲ آوریل ۲۰۱۶   | ۲۱ سپتامبر ۲۰۱۶                | ۴ نوامبر ۲۰۱۶    |
| ترینیداد و توباگو      | ۰٫۰۴٪                        | ۲۲ آوریل ۲۰۱۶   |                                |                  |
| تونس                   | ۰٫۱۱٪                        | ۲۲ آوریل ۲۰۱۶   | ۱۰ فوریه ۲۰۱۷                  | ۱۲ مارس ۲۰۱۷     |
| ترکیه                  | ۱٫۲۴٪                        | ۲۲ آوریل ۲۰۱۶   |                                |                  |
| ترکمنستان              | ۰٫۲۰٪                        | ۲۳ سپتامبر ۲۰۱۶ | ۲۰ اکتبر ۲۰۱۶                  | ۱۹ نوامبر ۲۰۱۶   |
| تووالو                 | ۰٫۰۰٪                        | ۲۲ آوریل ۲۰۱۶   | ۲۲ آوریل ۲۰۱۶                  | ۴ نوامبر ۲۰۱۶    |
| اوگاندا                | ۰٫۰۷٪                        | ۲۲ آوریل ۲۰۱۶   | ۲۱ سپتامبر ۲۰۱۶                | ۴ نوامبر ۲۰۱۶    |
| اوکراین                | ۱٫۰۴٪                        | ۲۲ آوریل ۲۰۱۶   | ۱۹ سپتامبر ۲۰۱۶                | ۴ نوامبر ۲۰۱۶    |
| امارات متحده عربی      | ۰٫۵۳٪                        | ۲۲ آوریل ۲۰۱۶   | ۲۱ سپتامبر ۲۰۱۶                | ۴ نوامبر ۲۰۱۶    |
| بریتانیا               | ۱٫۵۵٪                        | ۲۲ آوریل ۲۰۱۶   | ۱۸ نوامبر ۲۰۱۶                 | ۱۸ دسامبر ۲۰۱۶   |
| اروگوئه                | ۰٫۰۵٪                        | ۲۲ آوریل ۲۰۱۶   | ۱۹ اکتبر ۲۰۱۶                  | ۱۸ نوامبر ۲۰۱۶   |
| ازبکستان               | ۰٫۵۴٪                        | ۱۹ آوریل ۲۰۱۷   |                                |                  |
| وانواتو                | ۰٫۰۰٪                        | ۲۲ آوریل ۲۰۱۶   | ۲۱ سپتامبر ۲۰۱۶                | ۴ نوامبر ۲۰۱۶    |
| ونزوئلا                | ۰٫۵۲٪                        | ۲۲ آوریل ۲۰۱۶   |                                |                  |
| ویتنام                 | ۰٫۷۲٪                        | ۲۲ آوریل ۲۰۱۶   | ۳ نوامبر ۲۰۱۶                  | ۳ دسامبر ۲۰۱۶    |
| یمن                    | ۰٫۰۷٪                        | ۲۳ سپتامبر ۲۰۱۶ |                                |                  |
| زامبیا                 | ۰٫۰۴٪                        | ۲۰ سپتامبر ۲۰۱۶ | ۹ دسامبر ۲۰۱۶                  | ۸ ژانویه ۲۰۱۷    |
| زیمبابوه               | ۰٫۱۸٪                        | ۲۲ آوریل ۲۰۱۶   |                                |                  |
| کل                     | ۹۹٫۷۵٪                       | ۱۹۵             | 147 (۸۳٫۵۹٪از کل انتشار جهانی) |                  |

## یادداشت
1. 1 2 3 4 5  Emissions of parties to the UNFCCC that had not yet submitted their first national communication to the UNFCCC secretariat with an emissions inventory at the time of adoption of the Paris Agreement were not included in the figure for entry into force of the Agreement.[۳]
2. ↑  The emissions of the European Union are accounted for in the total of its individual member states.
3. ↑  Emissions of states that were not a party to the UNFCCC at the time of adoption of the Paris Agreement,[۹] which were thus not permitted to sign the Agreement, were not included in the totals for entry into force for the Agreement.